# Сайдхужин, Гайнан Рахматович
Гайнан Рахматович Сайдхужин (тат. Гайнан Рәхмәтулла улы Сәетхуҗин; 30 июня 1937, Новосибирск, РСФСР — 13 мая 2015, Майами, США) — советский велосипедист-шоссейник, заслуженный мастер спорта СССР, шестикратный победитель Велогонки Мира в личном и командном зачётах, десятикратный чемпион СССР.

## Биография
Родился в Новосибирске, куда была сослана его семья во времена коллективизации. В годы войны они вернулись на родину в Челябинскую область. С 15 лет Гайнан работает на Челябинском металлургическом комбинате, здесь же в 1954 году он начал заниматься велоспортом в местной заводской секции. Уже в 1957 выиграл свой первый титул. В тот же год он стал членом национальной команды и её капитаном в течение 10 лет. За свою карьеру был 10 раз чемпионом СССР.
Чемпион Спартакиад народов СССР: 1959 — в многодневной гонке и в командной гонке на 100 км, 1963 — в групповой гонке, 1967 — в многодневной гонке (в командном зачёте). Чемпион СССР 1957 и 1959 в командной гонке на 100 км и в 1963 — в групповой гонке. 9 раз стартовал в велогонке Мира в качестве капитана команды и четыре раза приводил сборную СССР к победе в командном зачёте — 1961, 1962, 1965, 1966. В 1962 году победил и в личном зачёте. Четырежды первенствовал на этапах велогонки Мира и дважды на международной велогонке по Франции — «Тур де л’Авенир» — 1978, 1979. В 1965 и 1967 выигрывал велогонки на приз газеты «Юманите» во Франции.
Окончил Смоленский институт физкультуры в 1967 году и Московский государственный университет в 1973 году. После защиты диссертации на соискание учёной степени кандидата педагогических наук он в течение 15 лет работал как глава велосипедной секции Института физкультуры в Москве. Параллельно работал как тренер и международный рефери. За свои достижения был награждён Орденом «Знак Почёта» и медалью «За трудовую доблесть».
Сайдхужин скончался 13 мая 2015 года в Майами в возрасте 77 лет от сердечного приступа.

## Карьера
- 1957
  - Чемпион СССР в командной гонке на 100 км в составе сборной РСФСР
  - Победитель 14 и 15-го этапов Тура СССР
  - 10-е — место в общем зачёте Тура СССР
- 1958
  -     - Победитель гонки Ленинград-Калинин-Ленинград
    - 10-е — место в Туре Египта и победитель 10-го этапа гонки
- 1959
  -     - Победитель гонки на призы Советского спорта
    - Чемпион спартакиады народов СССР и чемпион СССР в командной гонке на 100 км.
- 1960
  -     - Победитель Гран-при Сочи
    - 6-е — место в Велогонке Мира
- 1961
  -     - 14-е — место в Велогонке Мира
- 1962
  -     - Победитель Велогонки Мира
- 1963
  -     - Чемпион СССР в индивидуальной гонке
    -  Бронзовый призёр Чемпионата Мира в командной гонке на 100 км вместе с В.Капитоновым, Ю.Мелиховым и А.Олизаренко
- 1964
  -     - 5-е — место на Олимпийских играх в командной конке на 100км
- 1965
  -     - 4-е — место в Велогонке Мира

победитель 2-х этапов и победитель гонки по очкам
- 1966
  -     - 6-е — место на Гран-При газеты Юманите
- 1967
  -     - Победитель Гран-при Юманите
    - 10 — место в Велогонке Мира
- 1968
  -     - 4 — место в Велогонке Мира
- 1969
  -     - 9 — место в Велогонке Мира
    - Победитель Тура Марамариса
- 1970
  -     - 3 — место Тур Ирландии Победитель 3х этапов гонки
    - 5 — место Гран-при Юманите
    - 10 — место в Велогонке Мира
- Олимпийские игры
  - 1960  — 34 место
  - 1964  — 41 место
- Чемпионаты Мира
  - 30-е место — 1960
  - 40-е место — 1961
  - 24-е место — 1963
  - 55-е место — 1964
  - 20-е место — 1965